# Краам
Краам (нім. Kraam) — громада в Німеччині, розташована в землі Рейнланд-Пфальц. Входить до складу району Альтенкірхен. Складова частина об'єднання громад Альтенкірхен (Вестервальд).
Площа — 2,73 км2. Населення становить 180 ос. (станом на 31 грудня 2020).

## Галерея

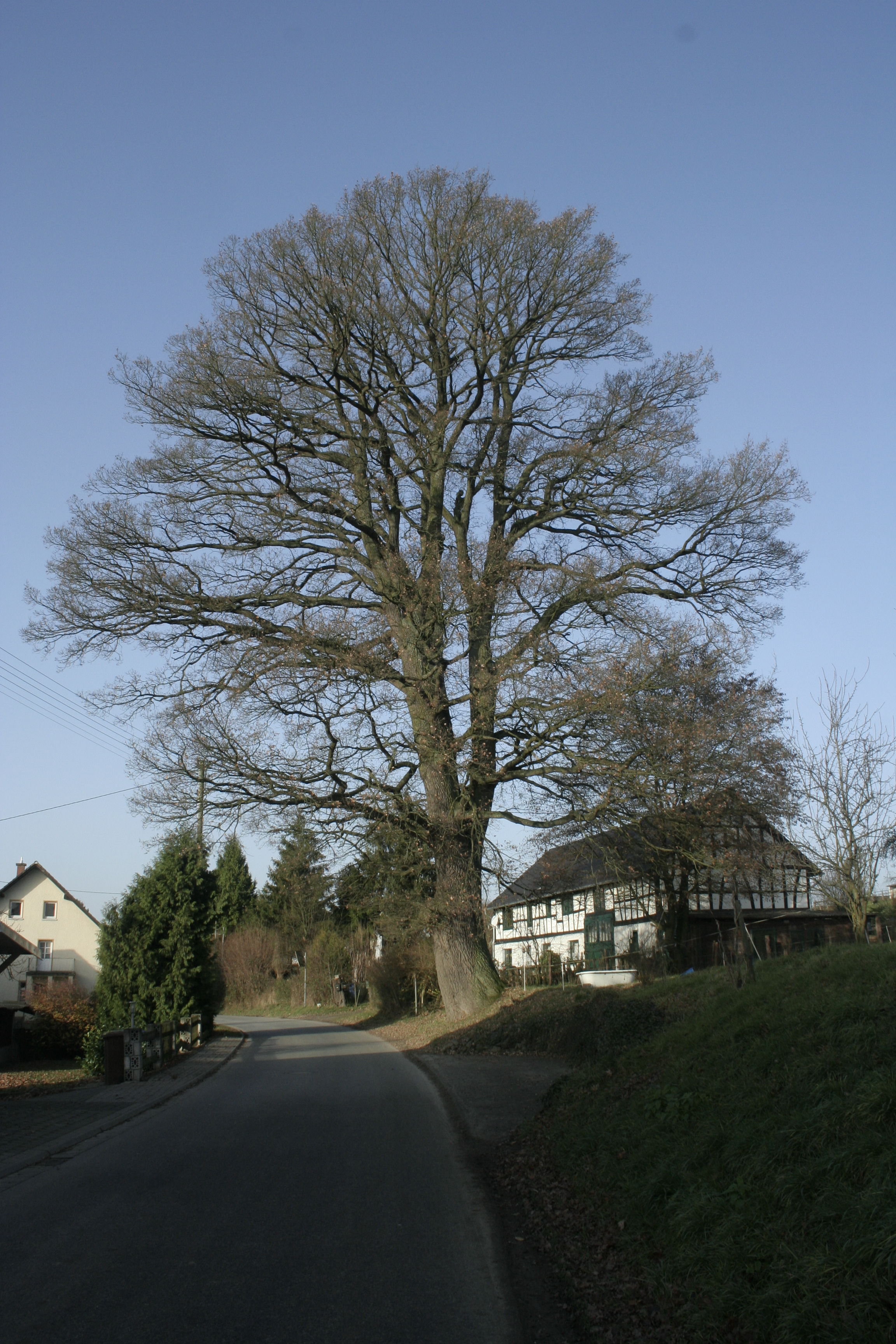
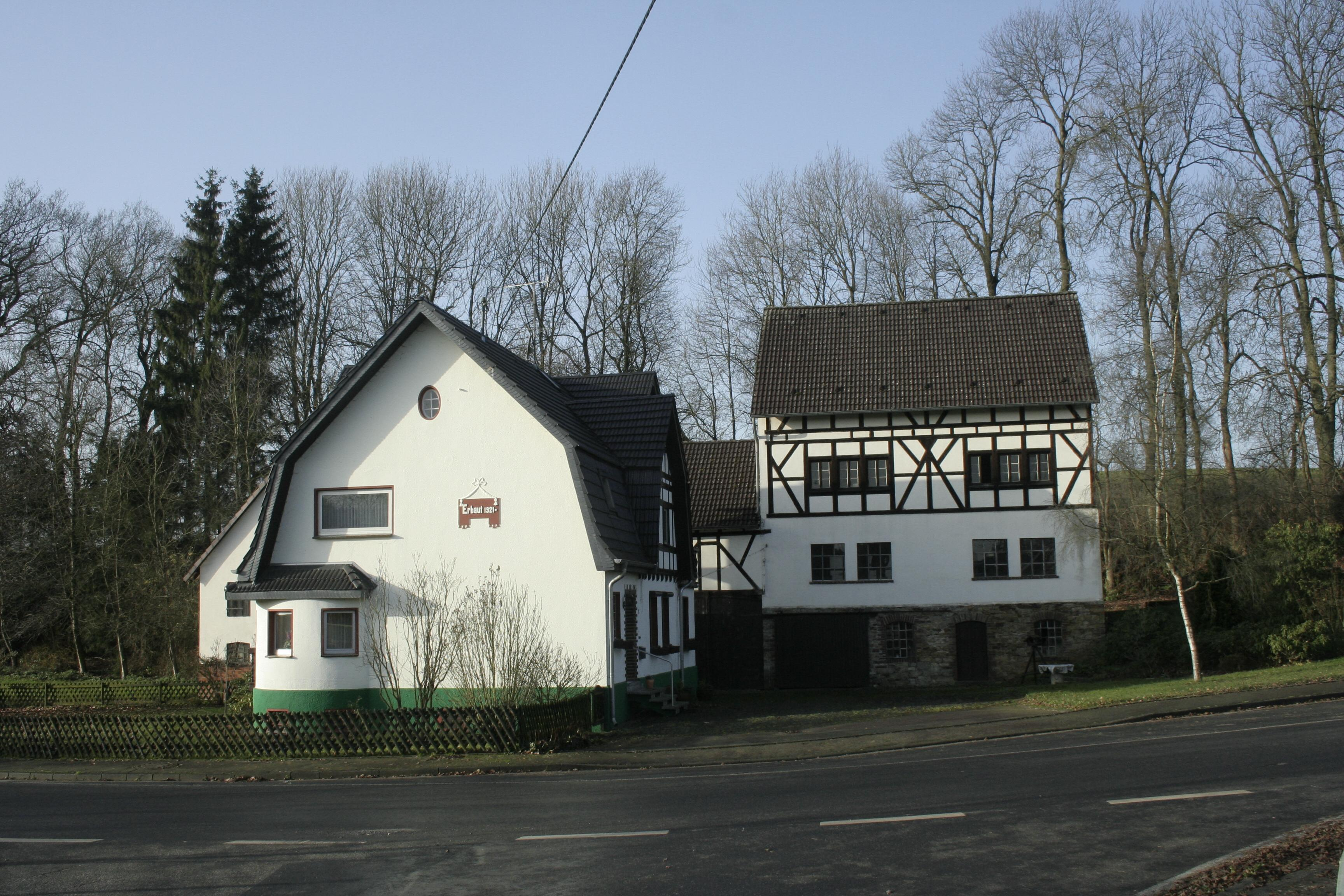